# Ladislaus IV.

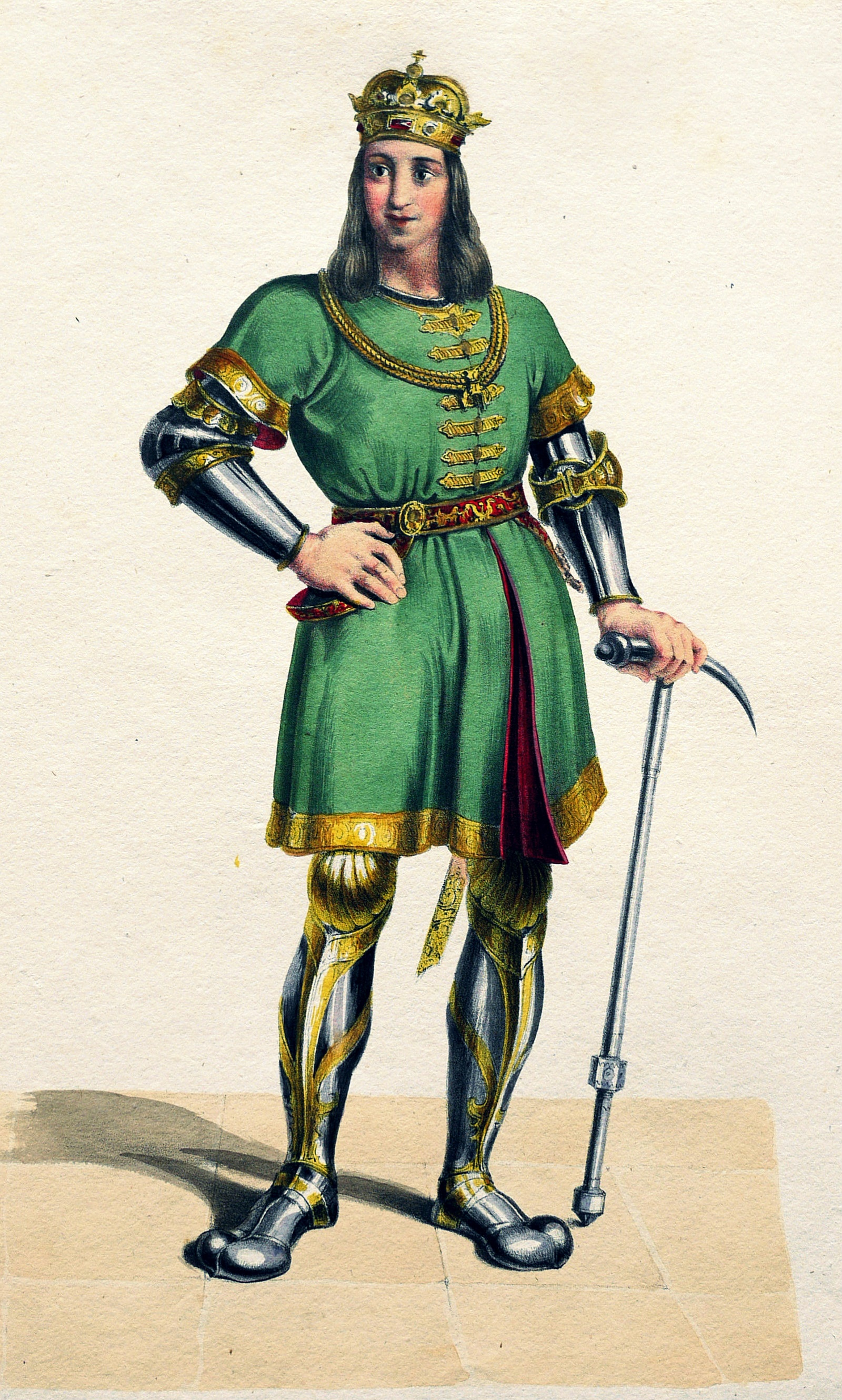
Ladislaus IV. Lithographie von Josef Kriehuber nach einer Zeichnung von Moritz von Schwind, ca. 1828

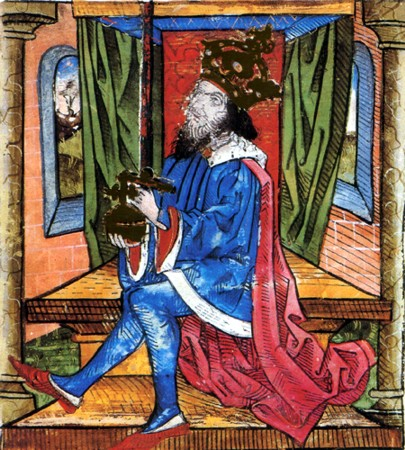
Ladislaus IV. von Ungarn, Illustration in der Thúróczy Chronik

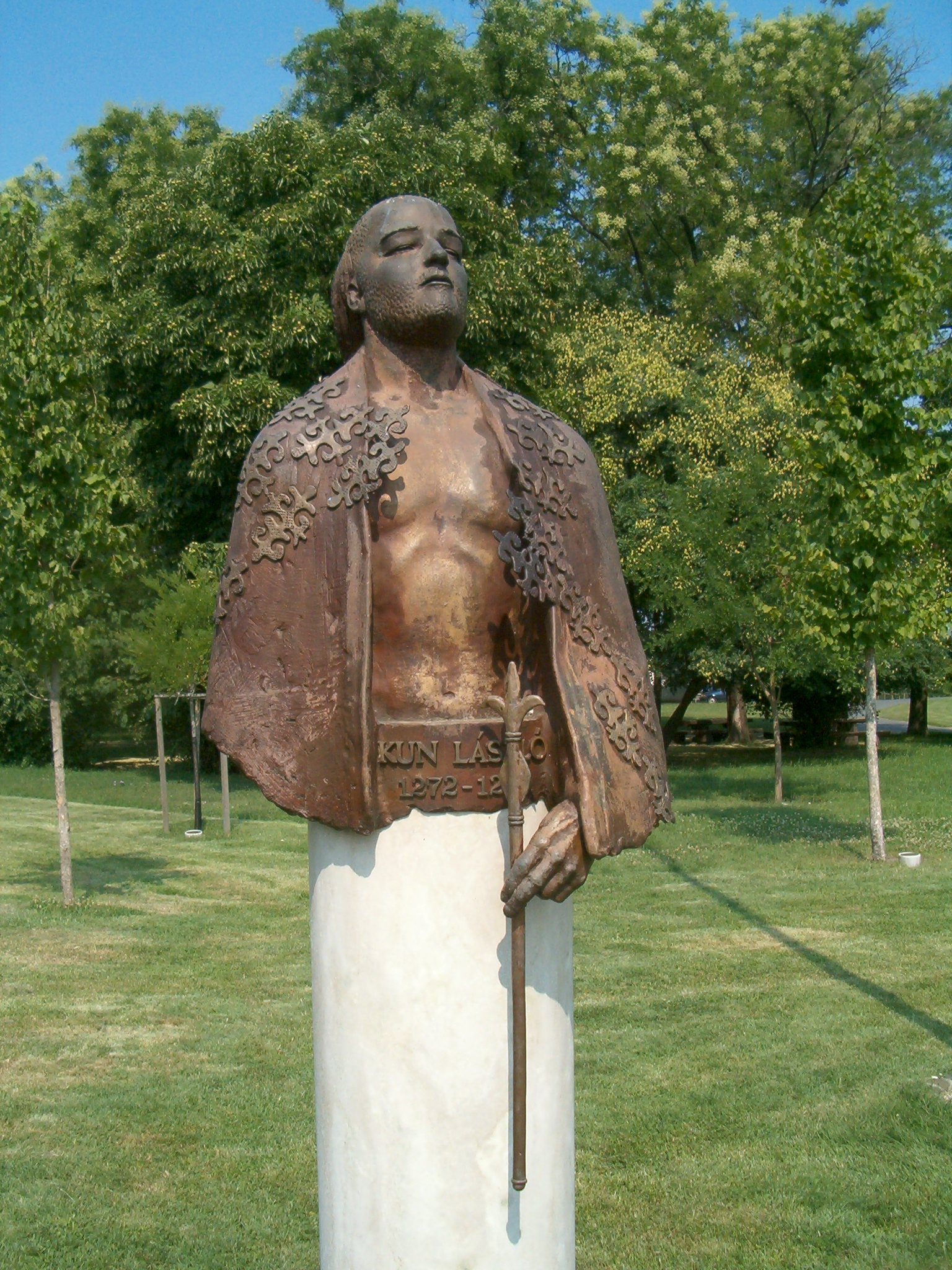
Büste von Ladislaus IV. in Ópusztaszer

Ladislaus IV. der Kumane (ungarisch IV. László, auch Kun László, kroatisch Ladislav IV. Kumanac; * 1262; † (ermordet) 10. Juli 1290 in Kőrösszeg) aus dem Adelsgeschlecht der Árpáden war von September 1272 bis 1290 König von Ungarn und Kroatien.
Er war der Sohn König Stephans V. von Ungarn (* 1239 † 1272) und der kumanischen Prinzessin Elisabeth, von der er erzogen und geprägt wurde, was ihm seinen Beinamen „der Kumane“ brachte. Ladislaus war verheiratet mit Isabella von Anjou, Tochter des Königs Karl I. von Neapel.

## Kindheit
Ladislaus’ frühe Kindheit war politisch von den Kämpfen zwischen seinem Vater und seinem Großvater Béla IV. geprägt. Zwar schlossen Béla und Stephan V. 1264 in Preßburg einen Frieden, der bewaffnete Konflikt flammte aber fast unmittelbar wieder auf. Der zweijährige Ladislaus wurde zusammen mit seiner Mutter gefangen genommen und in der Túrócer Burg festgehalten. Mit dem Frieden auf der Haseninsel (heute Margareteninsel in Budapest) am 23. März 1266 wurde Ladislaus wieder freigelassen. Aus den Auseinandersetzungen innerhalb des Königshauses war der ungarische Hochadel gestärkt hervorgegangen, während die Macht der Árpáden einen deutlichen Rückschlag erhalten hatte, von dem sie sich bis zum Ende ihrer Herrschaft 1301 nicht mehr erholten.
Ladislaus wurde 1269 mit Isabella von Anjou, der Tochter des Königs von Neapel und Sizilien Karl I. verlobt. Die Ehe wurde 1270 geschlossen. Allerdings ist nicht gesichert, ob diese Ehe jemals vollzogen wurde. Das Paar lebte getrennt und hatte während seiner 20-jährigen Ehe keine Kinder. Ladislaus’ Herz hing an der kumanischen Fürstentochter Edua, die nicht nur seine Geliebte wurde, sondern zeitlebens auch seine Lebensgefährtin blieb.
1272 wurde Ladislaus auf einer Reise nach Dalmatien von dem slawonischen Ban Joachim Gutkeled entführt und in der Burg von Kapronca gefangen gehalten. Stephan V. wollte seinen Sohn mit einem Heer befreien, aber der erst dreiunddreißigjährige König starb am 6. August 1272.

## Herrschaft

### Herrschaftswirren und Bürgerkrieg
In den Tagen vor dem 3. September 1272 krönte Philip, der Erzbischof von Esztergom, Ladislaus, den die Zeitgenossen Ladislaus III. nannten, da das Kind Ladislaus (1204–1205) nicht als König anerkannt worden war. Es wird darüber spekuliert, ob die neue Königin Elisabeth eine aktive Rolle beim Mord an Stephan V. spielte, da nach dem Tod des Königs die Krönungszeremonie für den zehnjährigen Ladislaus gut vorbereitet war.
Nach dem Tod Stephans kam es zu Auseinandersetzungen, in die die Königsfamilie, der Hochadel und benachbarte Reiche verwickelt waren. So floh Stephans Getreuer Egyed Monoszló, der den vermuteten Mord rächen wollte, nach Böhmen. Umgekehrt kehrte Heinrich Kőszegi (aus dem Geschlecht der Herren von Güns) aus Böhmen nach Ungarn zurück. Heinrich war als Gegner Stephans in das Nachbarland geflohen. Ottokar II., der seine Macht nach Südosten ausweiten wollte, hatte Heinrich an die Spitze eines Heeres gesetzt, das im April 1273 die Burg von Győr eroberte. Unter dieser äußeren Bedrohung schlossen sich die ungarischen Adelsparteien zusammen und eroberten die Burg nach blutigen Kämpfen zurück.
Ende Juli kehrte Heinrich mit einer größeren böhmischen Armee zurück. Zu einem Kampf mit der etwa halb so großen ungarischen Streitmacht kam es jedoch nicht. Später erreichten die Ungarn zwar kleinere Siege in Mähren, doch als sie nach Hause zurückkehrten, nahmen Ottokars Truppen wichtige Festungen, wie Óvár, Moson, Győr und Sopron an der Grenze ein.
Mit böhmischer Unterstützung nahm Heinrich Kőszegi eine herausgehobene Stellung in Ungarn ein. Er klagte Ladislaus sowie dessen Verwandten Béla, Herzog von Macsó und Bosnien, wegen Verrats an und tötete Béla, den letzten lebenden und handlungsfähigen Árpáden. Die unruhigen Zeiten stärkten die Position des ungarischen Hochadels: Auf dem Thron saß ein Zehnjähriger, der keine starke Gruppe hinter sich hatte.
Gleichzeitig brach auch Streit innerhalb des Adels aus, der sich in zwei große Gruppen spaltete. Die eine formierte sich hinter Heinrich Kőszegi und Joachim Gutkeled, während die andere sich um die Adelsfamilie von Máté Csák und Péter Csák sammelte, die unter Karl I. einflussreich wurde und ihre Besitzungen hauptsächlich in Nordungarn hatte.
In den folgenden Jahren wechselten diese zwei Gruppen einander an der Macht ab. Ladislaus IV. hatte keinen Einfluss auf die politischen Entscheidungen. 1274 nahmen ihn die Kőszegier gefangen, worauf die Csáker den König befreiten und die Kőszegier Herzog Andreas, den jüngeren Bruder von Ladislaus, als Gegenkönig einsetzten.
In der Schlacht bei Polgárdi in Zentralungarn vom 26. bis 29. September 1274 starb Heinrich Kőszegi, doch seine Söhne setzten seine Politik fort. Ein Bürgerkrieg wütete in Ungarn. Im März 1276 verwüstete Péter Csák Veszprém, weil auf dem dortigen Bischofsstuhl ein Mitglied der Kőszegi-Familie saß. In diesem Kampf wurde auch die Schule von Káptalan zerstört, die damals die bedeutendste Lehranstalt in Ungarn war.

### Die Wende in der Außenpolitik: Verbund zwischen Ladislaus und Rudolf von Habsburg
Rudolf I. war der erste Habsburger auf dem deutschen Thron. Am 1. Oktober 1273 wählten ihn die deutschen Kurfürsten gegen Ottokar II. Přemysl zum deutschen König. Da der böhmische König diese Entscheidung nicht akzeptierte, ermächtigten die Kurfürsten Rudolf zu einem Feldzug gegen Ottokar.
Rudolf warb um die militärische Unterstützung der Ungarn gegen Ottokar. Trotz der Chance, die 1273 an Böhmen verlorenen Gebiete zurückzuerobern, konnten sich die Adelsparteien nicht auf ein Bündnis mit dem deutschen König einigen. Zudem bot Ottokar den Ungarn am 6. Oktober 1275 einen Frieden an, worüber es unter den Adelsparteien zu neuem Streit kam, weil die Gruppe um die Familie Csák das Angebot annehmen wollte.
Als Rudolf im Herbst 1276 seinen Feldzug begann, befand sich die Kőszegi-Partei an der Macht und unterstützte den Habsburger. Die ungarischen Armeen zogen in Richtung von Wien, unter der Führung des vierzehnjährigen Königs. Die Absicht der Ungarn war es, sich mit dem Heer von Rudolf zu vereinigen und Ottokár anzugreifen, doch als die Truppen gerade bei Sopron waren, gab sich Ottokar geschlagen und schwor Rudolf die Treue.
In dem Frieden, der am 21. November geschlossen wurde, versprach Ottokar die besetzten ungarischen Gebiete freizugeben, was aber bis auf die Soproner Gegend nicht erfolgte. Der Friede stärkte aber Ladislaus IV., der sich als Befreier von Sopron darstellen konnte.

### Rangerhöhung des kumanischen Adels
Zu den wichtigsten Ereignissen in Ladislaus’ Herrschaft zählte noch die Rangerhöhung der kumanischen Adligen im Jahr 1278, die nun gleichrangig mit den ungarischen Adligen waren. Die Kumanen waren erst um 1240 von Béla IV. als Söldnervolk in Ungarn angesiedelt worden.
Ladislaus wurde im Jahre 1290 von Kumanen ermordet. Er wurde im Dom zu Cenad (Tschanad), Rumänien, bestattet.